# スカイビュートレイン
スカイビュートレインは、愛知県名古屋市千種区東山動植物園園内にある正門駅と植物園駅の間、約2kmを結ぶ園内周遊モノレールの通称である。鉄道事業法に基づく正規の鉄道ではなく、遊園地内の遊戯具扱いである。開園50周年を記念し、1987年（昭和62年）に東山公園協会が設置し現在も運営している。2016年度（平成28年度）時点での年間利用者数は195,085 人である。
運行時間は午前9時〜午後4時20分。2023年現在、料金は大人（中学生以上）片道360円、1周600円・子供（3歳以上）片道120円、1周240円。団体割引も存在する。1周券は途中下車も可能。1周約20分。

## 駅一覧
駅舎及びエレベーターは名古屋市の所有である。
- 正門駅 - エレベーター付き。駅の北には車庫が存在する。駅は胡蝶池（大藪池）に飛び出る形で建てられている。
- 植物園駅 - エレベーター付き。

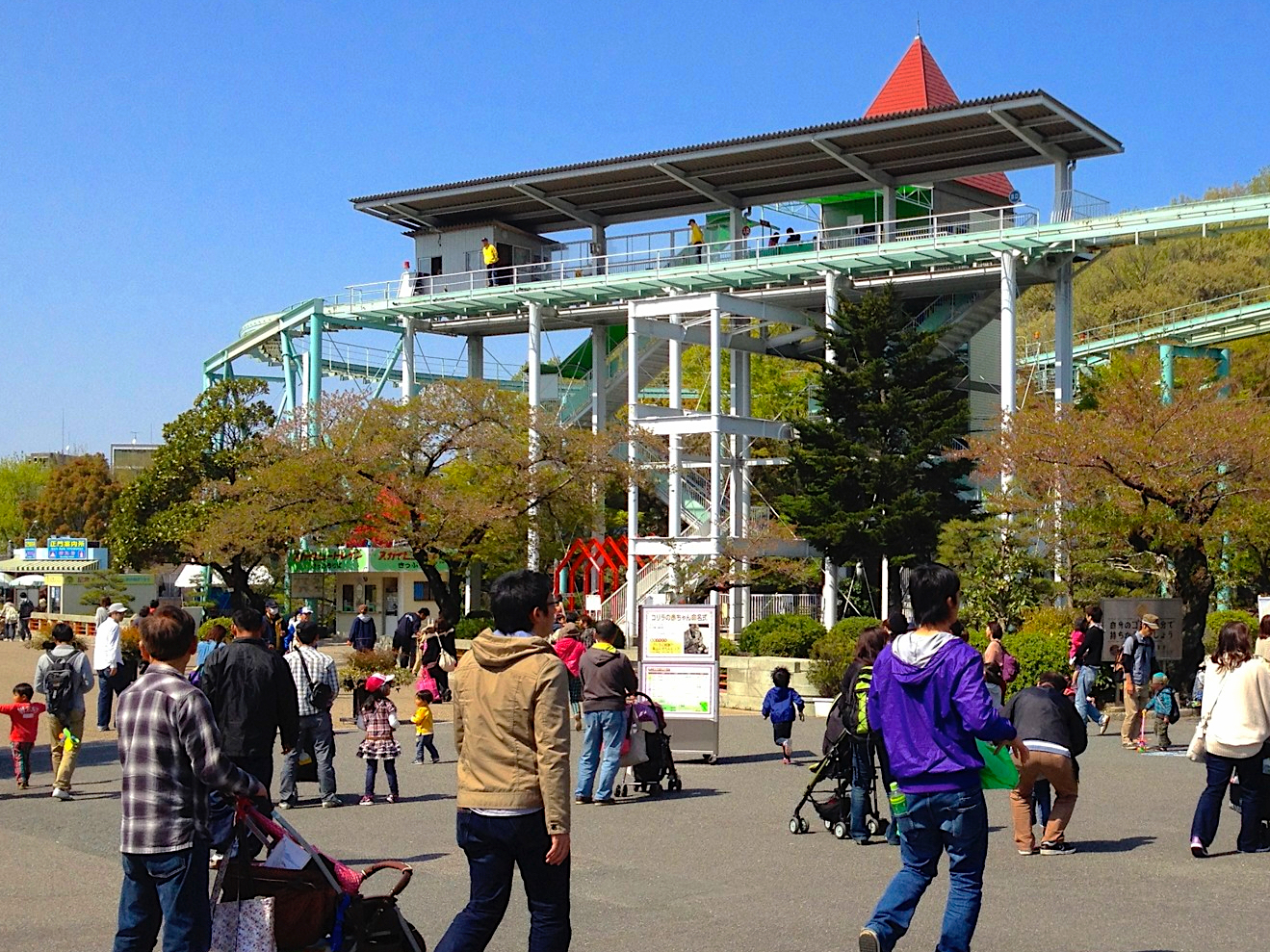
正門駅
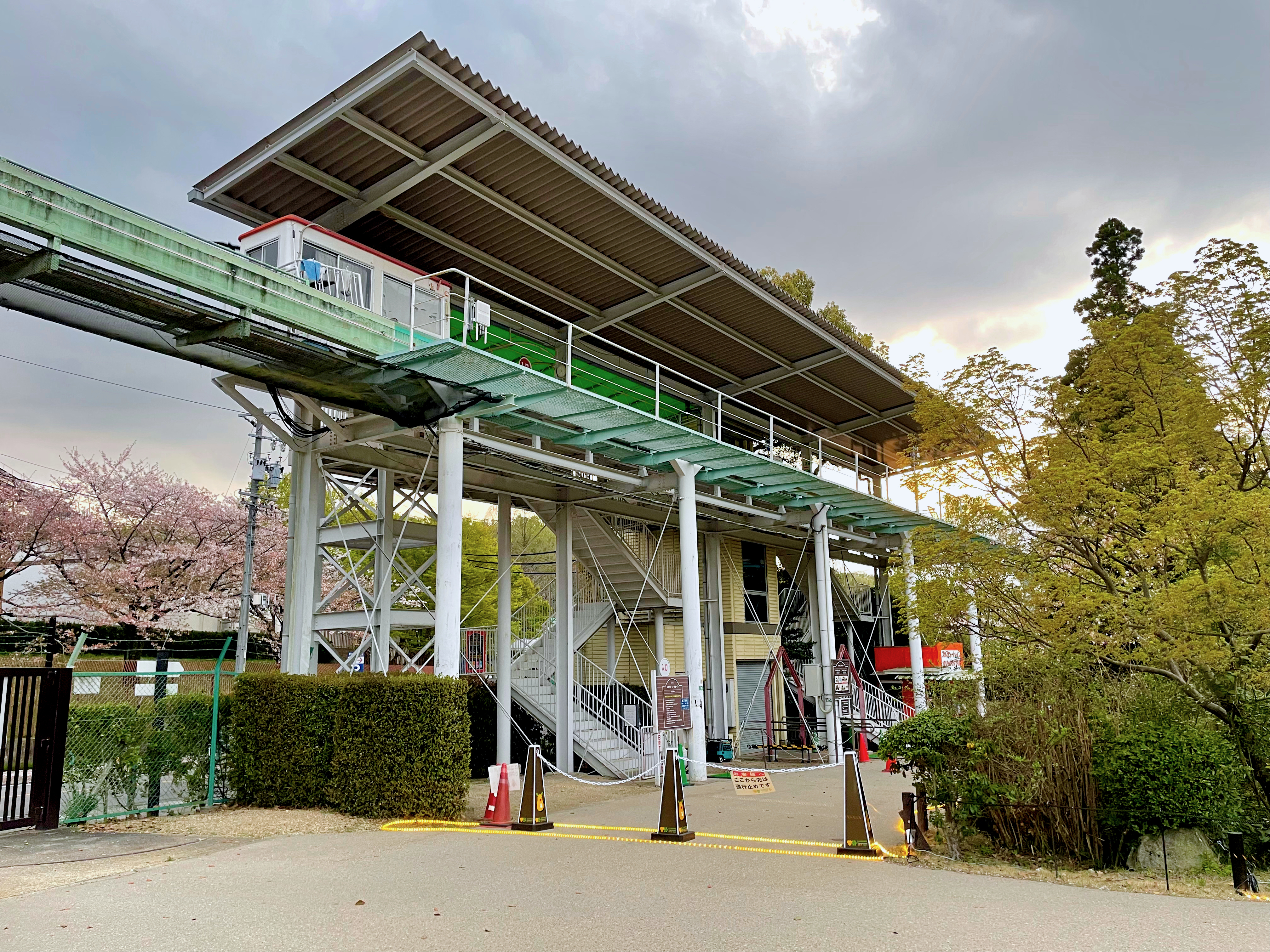
植物園駅

## 歴史
- 1987年（昭和62年） - 開業
- 2009年（平成21年） - 車輪の部品が落下する事故が発生。
- 2022年（令和4年） - 売上金およそ5万円がなくなる事件が発生[3]。

## 編成
- 5両3編成。かつては赤いラインの塗装であった。

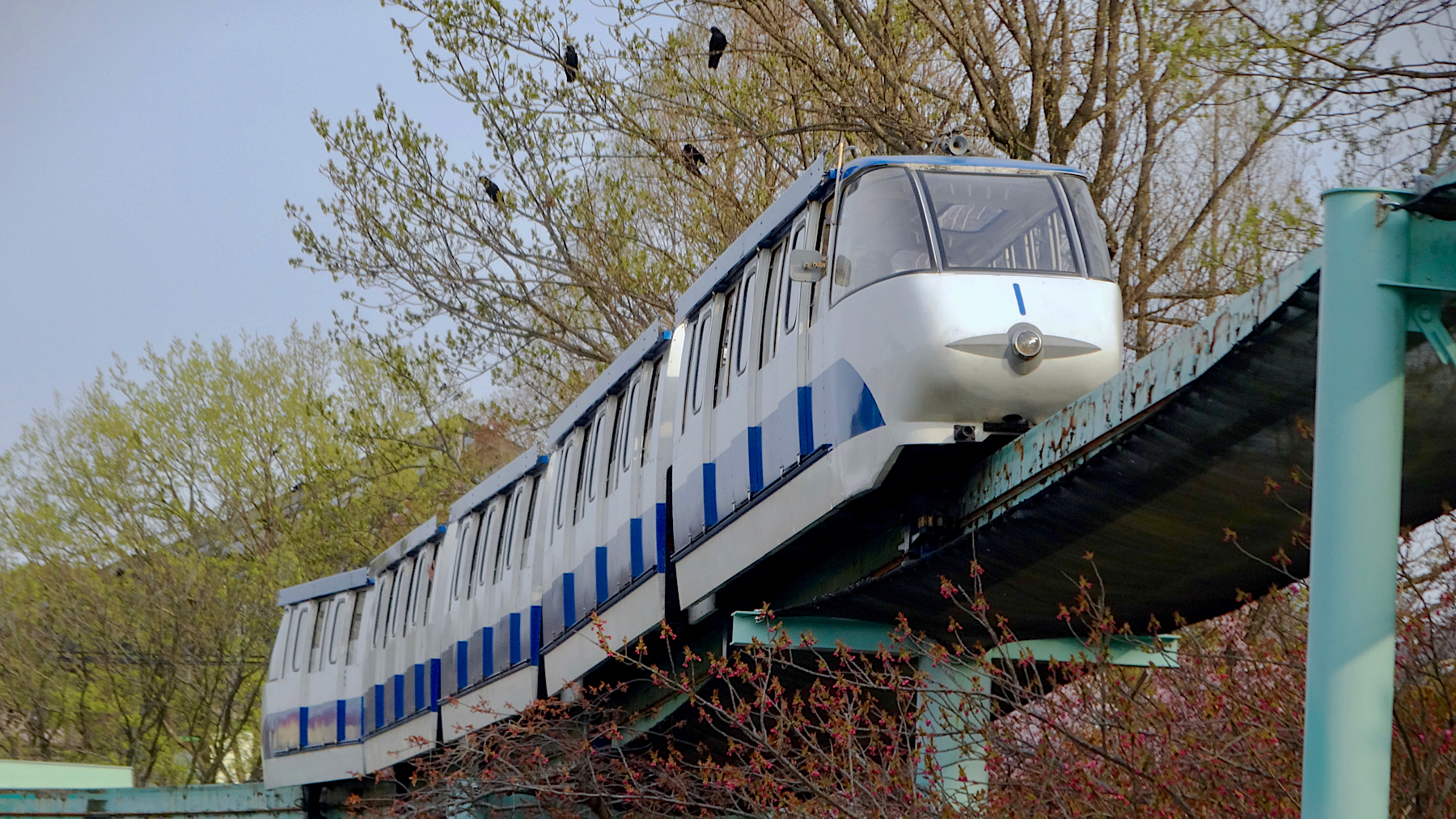
第1編成
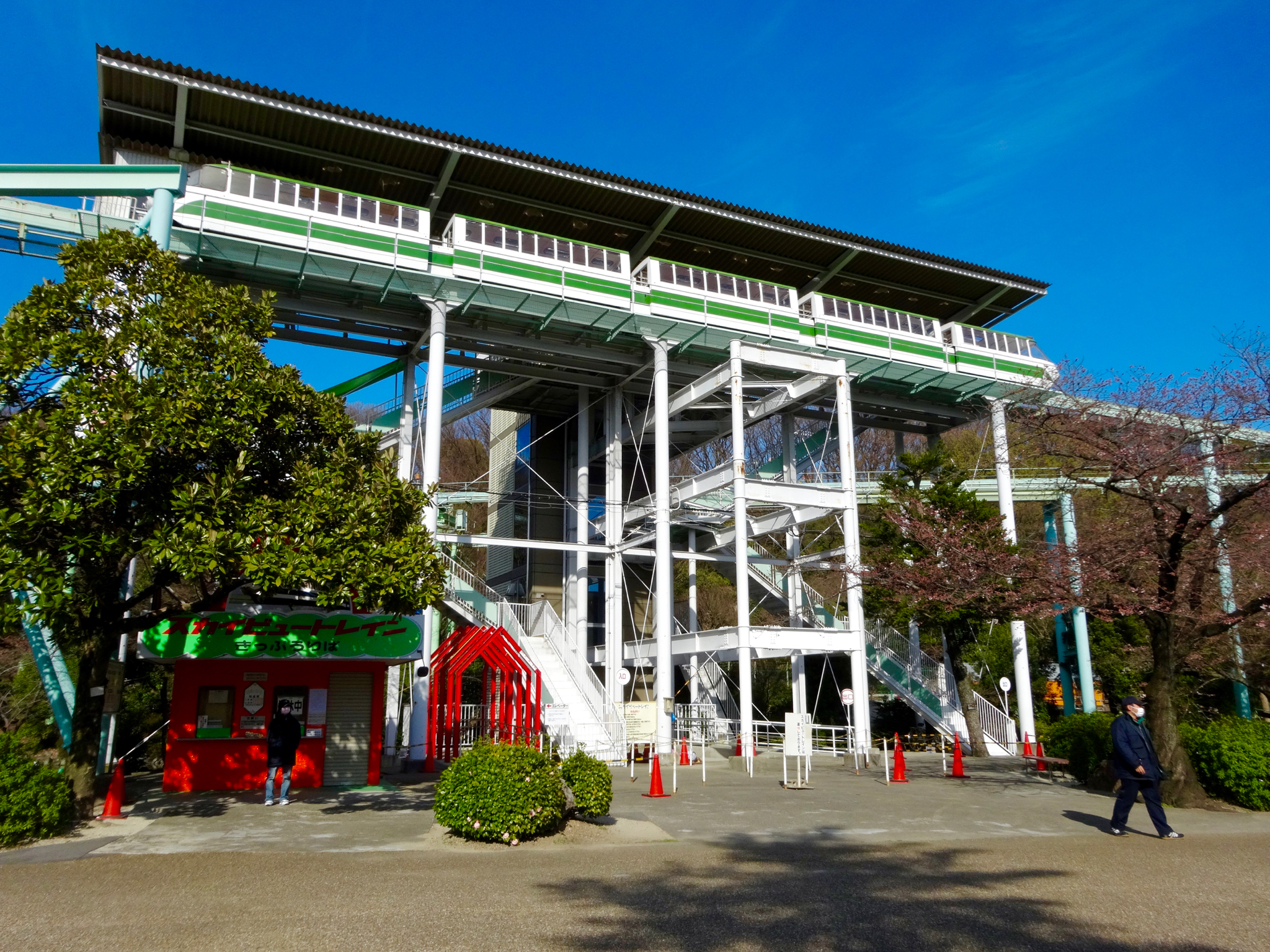
第2編成
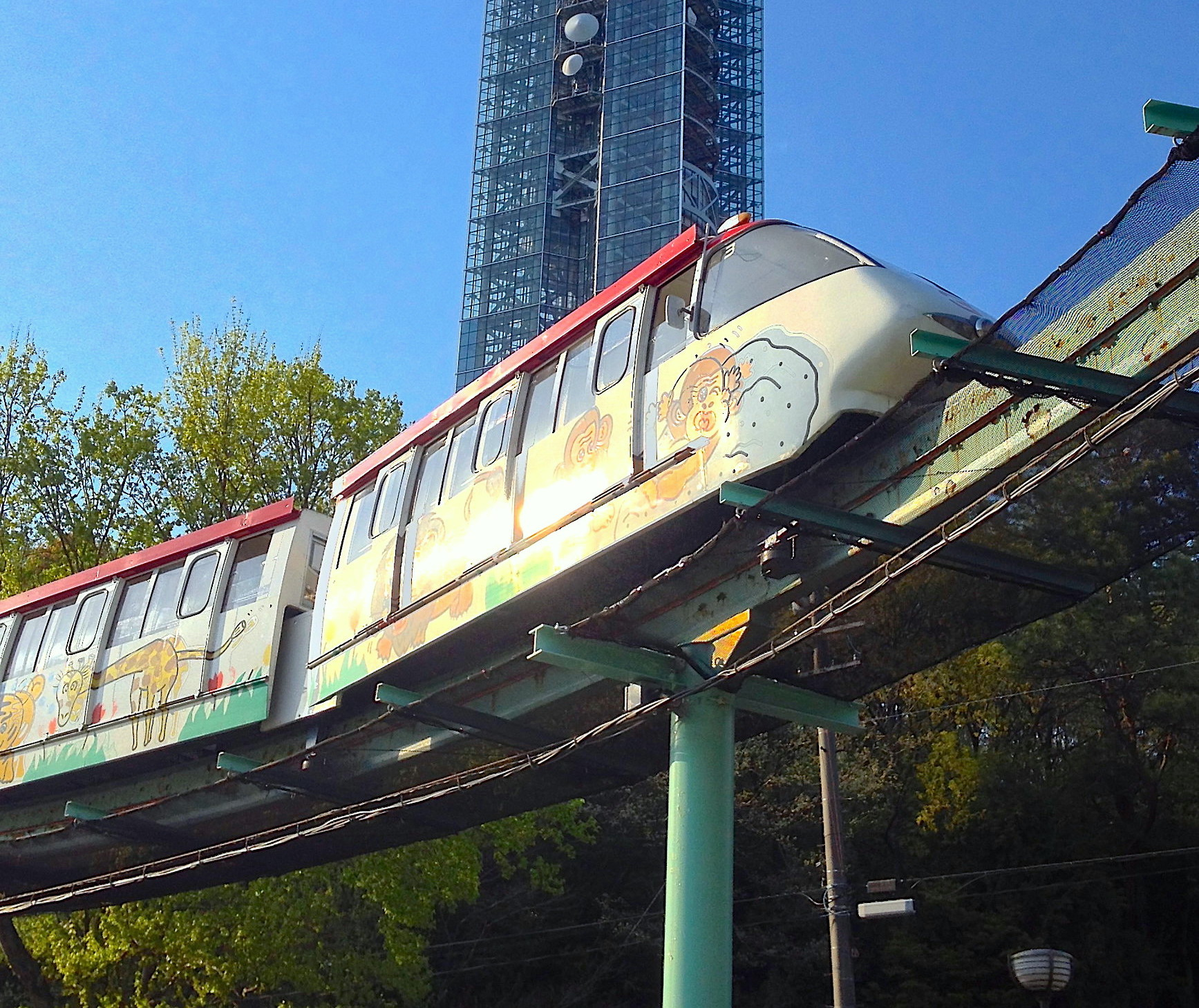
第3編成